# Scopula proterocelis
Scopula proterocelis là một loài bướm đêm trong họ Geometridae.